# NGC 794
NGC 794 é uma galáxia elíptica (E-S0) localizada na direcção da constelação de Aries. Possui uma declinação de +18° 22' 22" e uma ascensão recta de 2 horas, 2 minutos e 29,4 segundos.
A galáxia NGC 794 foi descoberta em 15 de Outubro de 1784 por William Herschel.